# Орхеви (село)
Орхеви (груз. ორხევი, МФА: [ɔrxɛvi]о файле) — село в Грузии, на территории Тианетского муниципалитета края (мхаре) Мцхета-Мтианети.

## География
Село находится в центральной части Грузии, на левом берегу реки Иори, на расстоянии приблизительно 14 километров (по прямой) к юго-востоку от посёлка городского типа Тианети, административного центра муниципалитета. Абсолютная высота — 1027 метров над уровнем моря.

## Население
По результатам официальной переписи населения 2014 года в Орхеви проживало 235 человек (115 мужчин и 120 женщин). В национальной структуре населения грузины составляли 99,1 %.
| Год  | Население, человек |
| ---- | ------------------ |
| 2002 | 366                |
| 2014 | ↘ 235              |

## Упоминания в литературе
Село Орхеви было описано в рассказе «МЕСТЬ», опубликованном за авторством Д. Ведребисели в тифлисской газете «Кавказ» в 1900 году. Согласно рассказу, на рубеже XX века Орхеви представляло собой небольшую деревню из 12 дворов, жители которой занимались земледелием и скотоводством. В произведении ярко показаны социальные конфликты того времени, в частности, несправедливое взимание податей сельским старостой и месть односельчан бедной вдове за потраву полей её свиньёй. В рассказе также содержится важная географическая деталь: для поиска справедливости героиня отправляется в сельский суд, расположенный в «большомъ селе Урба, отстоявшемъ отъ Орхеви въ десяти верстахъ» (около 10,7 км).